# روزيلو
روزيلو (بالإيطالية: Rosello)‏ هي بلدية في مقاطعة كييتي في إقليم أبروتسو الإيطالي.

## السكان
في سنة 1861 بلغ عدد السكان 1٬534 نسمة، وتطور العدد ليصل في سنة 2011 لـ 253 نسمة.
يظهر هذا المخطط البياني تطور النمو السكاني لـ روزيلو